# Oxinasphaera lowryi
Oxinasphaera lowryi là một loài chân đều trong họ Sphaeromatidae. Loài này được Bruce miêu tả khoa học năm 1997.